# Paris Saint-Germain Football Club (femminile)
Il Paris Saint-Germain Football Club féminine, noto semplicemente come Paris Saint-Germain féminine, è una società calcistica femminile francese con sede nella città di Parigi, sezione dell'omonimo club maschile.
Fondato nel 1971, dal 2001 milita nella Première Ligue, la massima divisione del campionato francese. Disputa le proprie partite casalinghe allo Stadio Jean Bouin, impianto da 20 000 posti a sedere.

## Storia
Fondato nell'estate del 1971 in seguito all'apertura della federazione francese verso il calcio femminile, nel 1979 il club approda alla Division 1 Féminine, il massimo livello del campionato francese femminile di calcio, mantenendo la categoria per tre anni. Retrocesso in Division 2, secondo livello del campionato, dopo quattro anni nella categoria riesce, nel 1986, a ritornare nella massima serie femminile francese, rimanendoci fino al 1992, anno della seconda retrocessione.
Da quell'anno il campionato francese viene interessato da una riforma interna, mutando struttura ed acquisendo un livello intermedio; la Division 1 viene trasformata in National 1A mentre il secondo livello, passato da due gruppi da 6 squadre a tre gruppi da 10 squadre, viene rinominato in National 1B.
Dopo due anni in National 1B ottiene, nuovamente, nel 1994 la promozione in National 1A, ma non riuscirà a mantenere la categoria, retrocedendo subito al termine della stagione. IL club ricomincia quindi nel 1995 dalla National 1B e, dopo sei anni di militanza, nel 2001 raggiunge, per la quarta volta nella sua storia la promozione nella massima categoria, che dal campionato 2002-2003 ritornata alla denominazione Division 1, riuscendo a mantenerla negli anni successivi.
Ha conquistato il primo trofeo della sua storia nel 2010, vincendo la Coppa di Francia e, nella stagione 2010-2011 e nella stagione 2015-2016, raggiunge il secondo posto in campionato, migliori piazzamenti di sempre, che le consentono di prendere parte alla UEFA Women's Champions League. Nell'edizione 2014-2015 della Champions League il PSG raggiunse la finale del torneo, eliminando sul suo cammino anche l'Olympique Lione e il Wolfsburg campione in carica. Nella finale disputata allo stadio Friedrich-Ludwig-Jahn-Sportpark di Berlino, il PSG venne sconfitto dall'1. FFC Francoforte con una rete segnata al primo minuto di recupero. Nell'edizione 2015-2016 il cammino delle parigine si fermò in semifinale per mano delle connazionali dell'Olympique Lione, che inflissero al PSG una sconfitta per 0-7 all'andata. Nell'edizione 2016-2017 il PSG raggiunse nuovamente la finale della UEFA Women's Champions League, dove trovò l'Olympique Lione: la finale, disputata al City Stadium di Cardiff, si concluse a reti inviolate dopo i tempi supplementari, ma vide le lionesi prevalere dopo i tiri di rigore.
Dopo quattro secondi posti consecutivi dietro all'Olympique Lione, il PSG mancò il secondo posto e la conseguente qualificazione alla UEFA Women's Champions League al termine della Division 1 Féminine 2016-2017, conclusa al terzo posto dietro alle lionesi e al Montpellier. Nella stagione 2017-2018 tornò a concludere al secondo posto e, il 31 maggio 2018, si aggiudicò la sua seconda Coppa di Francia, battendo in finale per 1-0 l'Olympique Lione con la rete decisiva di Marie-Antoinette Katoto.

## Allenatori
- 2009-2012  Camille Vaz
- 2012-2016  Farid Benstiti
- 2016-2018  Patrice Lair
- 2018  Bernard Mendy
- 2018-2021  Olivier Echouafni
- 2021-2022  Didier Ollé-Nicolle
- 2022-  Gérard Prêcheur

## Palmarès

### Competizioni nazionali
- Campionato francese: 1

2020-2021
- Coppa di Francia: 4

2009-2010, 2017-2018, 2021-2022, 2023-2024
- Campionato francese di seconda divisione: 1

2000-2001

### Altri piazzamenti
- Campionato francese:

Secondo posto: 2010-2011, 2012-2013, 2013-2014, 2014-2015, 2015-2016, 2017-2018, 2018-2019, 2019-2020
- Coppa di Francia:

Finalista: 2007-2008, 2013-2014, 2016-2017, 2019-2020
- Women's Champions League:

Finalista: 2014-2015, 2016-2017

## Statistiche

### Partecipazioni ai campionati
| Livello | Categoria           | Partecipazioni | Debutto   | Ultima stagione | Totale |
| ------- | ------------------- | -------------- | --------- | --------------- | ------ |
| 1º      | Division 1 Féminine | 41             | 1971-1972 | 2023-2024       | 41     |
| 2º      | National 1B         | 8              | 1992-1993 | 2000-2001       | 8      |

### Partecipazioni alle coppe
| Competizione                  | Partecipazioni | Debutto   | Ultima stagione | Totale |
| ----------------------------- | -------------- | --------- | --------------- | ------ |
| Coppa di Francia              | 23             | 2001-2002 | 2023-2024       | 23     |
| Trophée des Championnes       | 2              | 2019      | 2022            | 2      |
| UEFA Women's Champions League | 10             | 2011-2012 | 2022-2023       | 10     |

## Organico

### Rosa 2024-2025
Rosa, ruoli e numeri di maglia come da sito ufficiale, aggiornati al 3 gennaio 2025.

## Rosa
| N. |                        | Ruolo | Calciatrice             |
| -- | ---------------------- | ----- | ----------------------- |
| 1  | Polonia (bandiera)     | P     | Katarzyna Kiedrzynek    |
| 2  | Francia (bandiera)     | D     | Thiniba Samoura         |
| 3  | Stati Uniti (bandiera) | C     | Crystal Dunn            |
| 4  | Polonia (bandiera)     | D     | Paulina Dudek           |
| 5  | Francia (bandiera)     | D     | Elisa De Almeida        |
| 6  | Nigeria (bandiera)     | A     | Jennifer Echegini       |
| 7  | Francia (bandiera)     | D     | Sakina Karchaoui        |
| 8  | Francia (bandiera)     | C     | Grace Geyoro (capitano) |
| 9  | Francia (bandiera)     | A     | Marie-Antoinette Katoto |
| 10 | Stati Uniti (bandiera) | C     | Korbin Albert           |
| 11 | Paesi Bassi (bandiera) | A     | Lieke Martens           |
| 14 | Paesi Bassi (bandiera) | C     | Jackie Groenen          |
| 16 | Norvegia (bandiera)    | A     | Frøya Dorsin            |
| 17 | Paesi Bassi (bandiera) | A     | Romée Leuchter          |

| N. |                         | Ruolo | Calciatrice         |
| -- | ----------------------- | ----- | ------------------- |
| 19 | Stati Uniti (bandiera)  | D     | Eva Gaetino         |
| 20 | Francia (bandiera)      | D     | Tara Elimbi Gilbert |
| 22 | Francia (bandiera)      | A     | Océane Hurtré       |
| 24 | Francia (bandiera)      | C     | Baby Jordy Benera   |
| 25 | Mali (bandiera)         | A     | Agueicha Diarra     |
| 26 | Francia (bandiera)      | C     | Anaïs Ebayilin      |
| 27 | Inghilterra (bandiera)  | P     | Mary Earps          |
| 28 | Francia (bandiera)      | D     | Jade Le Guilly      |
| 29 | Francia (bandiera)      | D     | Griedge Mbock       |
| 30 | RD del Congo (bandiera) | A     | Merveille Kanjinga  |
| 33 | Francia (bandiera)      | P     | Océane Toussaint    |
| 34 | Francia (bandiera)      | A     | Naolia Traoré       |
| 40 | Francia (bandiera)      | P     | Alyssa Fernandes    |
| 80 | Francia (bandiera)      | A     | Manssita Traoré     |
| 95 | Francia (bandiera)      | C     | Laurina Fazer       |

### Staff tecnico
- Gérard Prêcheur - Allenatore
- Jocelyn Prêcheur - Allenatore in seconda
- Guillaume Denis - Preparatore atletico
- Guillaume Lemire - Preparatore dei portieri